# 티에우빈
티에우빈(베트남어: Thiệu Bình / 紹平 소평 / 1434년 ~ 1439년)은 후 레 왕조(後黎朝) 태종(太宗) 레응우옌롱(黎元龍)의 첫번째 연호이다.

## 개원
- 투언티엔(順天) 6년 9월 8일[1](율리우스력 1433년 10월 20일)에 연호를 티에우빈(紹平)으로 정하고, 다음 해 1월 1일[2](율리우스력 1434년 2월 9일)에 개원함.[3][4]

- 티에우빈(紹平) 6년(1439년) 11월에 연호를 다이바오(大寶)로 정하고, 다음 해 1월 1일[5](율리우스력 1440년 2월 3일)에 개원함.[6][4]

## 연대 대조표
| 티에우빈 | 서기(西紀) | 간지(干支) | 명나라 연호     |
| 원년     | 1434년     | 갑인(甲寅) | 선덕(宣德) 9년  |
| 2년      | 1435년     | 을묘(乙卯) | 선덕 10년       |
| 3년      | 1436년     | 병진(丙辰) | 정통(正統) 원년 |
| 4년      | 1437년     | 정사(丁巳) | 정통 2년        |
| 5년      | 1438년     | 무오(戊午) | 정통 3년        |
| 6년      | 1439년     | 기미(己未) | 정통 4년        |

## 동시대 연호

### 중국
명(明)
- 선덕(宣德) (1426년 ~ 1435년)
- 정통(正統) (1436년 ~ 1449년)

### 일본
- 에이쿄(永享) (1429년 ~ 1441년)

## 같이 보기
- 베트남의 연호